# АШ-62
АШ-62ИР — звёздообразный 9-цилиндровый мотор, разработанный в ОКБ А. Д. Швецова в 1938 году для транспортной и гражданской авиации. До сих пор эксплуатируется на самолёте Ан-2. Мотор серийно производился в СССР и России более 50 лет. Являлся дальнейшим развитием двигателя М-25. Первоначальное название М-62ИР. С 1944 — АШ-62ИР.
Фактически лицензия была закуплена на двигатель SGR-1820 F3, один из большого количества модификаций двигателя R-1820, запущенного в серию в 1931 году и производившегося по лицензии во многих странах. М-62 отличался от базовой модели главным образом установкой ПЦН и другими деталями, которые были скопированы с более поздних модификаций тех же двигателей, устанавливавшихся на купленном по лицензии в 1936 году самолёте DC-3.
В 1940-1945 годах двигатель М-62ИР устанавливался на легкий поплавковый боевой гидросамолет ОКБ Георгия Бериева КОР-2 (Бе-4).
Освоенная в массовом производстве цилиндропоршневая группа этого мотора в дальнейшем использовалась в двухрядных двигателях АШ-73 для Ту-4 и Бе-6, а с укорочением хода поршней в имеющем существенно меньший диаметр, а потому обеспечивающем лучшие аэродинамические свойства двухрядном двигателе АШ-82, на основе которого были построены массовые самолёты Ла-5, Ла-7, Ту-2, Ил-12, Ил-14.

## Характеристики
| Число цилиндров                             | 9 |
| Порядок нумерации цилиндров                 | по часовой стрелке, смотря на двигатель со стороны задней крышки картера и считая верхний цилиндр первым |
| Рабочий объём, л                            | 29,87 |
| Диаметр цилиндра, мм                        | 155, 5                                                                                                   |
| Ход поршня, мм                              | 174,5 для цилиндра № 1 с главным шатуном                                                                 |
| Степень сжатия                              | 6,4 |
| Масса мотора, кг                            | 567 |
| Взлетный режим                              | |
| Мощность, л. с.                             | 1000 |
| Частота вращения коленчатого вала, об/мин.: | |
| минимальная                                 | 500 |
| максимальная                                | 2350 |
| Номинальный режим                           | 70 % |
| Мощность у земли, л. с.                     | 820 |
| Мощность на высоте 1500 м, л. с.            | 840 |
| Номинальные удельные параметры              | |
| Удельная масса, кг/л. с.                    | 0,683 |
| Литровая мощность, л. с./л                  | 27,43 |
| Редуктор винта                              | 16:11, планетарного типа.                                                                                |

Применялся на самолётах И-153 «Чайка», И-16 (18 и 27 серии, в базовом варианте без редуктора). Применяется на самолётах Ан-2 с 1947 года, ПС-84, Ли-2 с 1939 года. Устанавливался на трофейных Arado Ar 196..
В качестве топлива для мотора М-62 использовался этилированный бензин 3Б-74 или 4Б-70 (октановое число 88-90). Позднее для М-62ИР стал использоваться бензин Б-91/115.

## Экспозиция в музеях
Двигатель АШ-62ИР представлен в экспозициях следующих музеев:
- музей ВВС, Монино (Московская область).
- Запорожский музей авиадвигателей
- Пермский краеведческий музей
- БЛУ ГА
- Киевский музей авиации.